# Eau d'orange verte
Eau d'orange verte est un parfum masculin - féminin, créé par Françoise Caron en 1978 pour  Hermès. Notes de tête : bergamote, petit-grain, citron, mandarine. Notes de cœur : muguet, néroli, chèvrefeuille. Note de fond : mousse de chêne.